# Gill Getabout Cars
Die Gill Getabout Cars Ltd. war ein britischer Automobilhersteller, der nur 1958 in London ansässig war.
Der Gill Getabout sollte die Coupéversion des Astra-Lieferwagens werden. Ausgestattet war das kleine Coupé mit dem Zweizylinder-Zweitaktmotor des Astra mit 322 cm³ Hubraum und einer Leistung von 15 bhp (11 kW). War schon der Astra kein großer Erfolg, so konnte sich der zweisitzige Gill gar nicht auf dem Markt durchsetzen.